# Кукільницька сільська рада
| Кукільницька сільська рада — орган місцевого самоврядування у Галицькому районі Івано-Франківської області з адміністративним центром у с. Кукільники. Утворена в 1940 році. Водоймища на території, підпорядкованій даній раді: річка Бибелька. Сільській раді підпорядковані населені пункти: - с. Кукільники — населення 509 чол.; площа 18,131 кв.км; - с. Загір'я-Кукільницьке — населення 505 чол.; площа 6,039 кв.км; |

## Склад ради
Рада складається з 18 депутатів та голови.

### Керівний склад ради
| ПІБ                    | Основні відомості                                            | Дата обрання | Дата звільнення |
| ---------------------- | ------------------------------------------------------------ | ------------ | --------------- |
| Фреїк Петро Михайлович | Сільський голова, 1963 року народження, освіта, безпартійний | 26.03.2006   | 31.10.2010      |

Примітка: таблиця складена за даними джерела